# Heringfélék
A heringfélék (Clupeidae) a csontos halak (Osteichthyes) főosztályának sugarasúszójú halak (Actinopterygii) osztályába, ezen belül a heringalakúak (Clupeiformes) rendjébe tartozó család.

## Rendszerezés
A családba az alábbi alcsaládok, nemek és fajok tartoznak tartoznak:

### Dussumieriinae
A Dussumieriinae alcsaládba 4 nem és 13 faj tartozik
- Dussumieria (Cuvier & Valenciennes, 1847) – 2 faj
  - Dussumieria acuta
  - Dussumieria elopsoides

- Etrumeus (Bleeker, 1853) – 3 faj 
  - Etrumeus micropus
  - Pirosszemű hering (Etrumeus teres)
  - Whitehead heringje (Etrumeus whiteheadi)

- Jenkinsia (Jordan & Evermann, 1896) – 4 faj
  - Jenkinsia lamprotaenia
  - Jenkinsia majua
  - Jenkinsia parvula
  - Jenkinsia stolifera

- Spratelloides (Bleeker, 1851) – 4 faj 
  -  Spratelloides delicatulus
  - Spratelloides gracilis
  - Spratelloides lewisi
  - Spratelloides robustus

### Clupeinae
A Clupeinae alcsaládba 15 nem és 75 faj tartozik
- Amblygaster (Bleeker, 1849) – 3 faj
  -  Amblygaster clupeoides
  - Amblygaster leiogaster
  - Amblygaster sirm

- Clupea (Linnaeus, 1758) – 3 faj
  - Clupea bentincki
  - Hering (Clupea harengus)
  - Clupea pallasii

- Clupeonella Kessler, 1877 – 7 faj

- Escualosa (Whitley, 1940) – 2 faj
  - Escualosa elongata
  - Escualosa thoracata

- Harengula (Cuvier & Valenciennes, 1847) – 4 faj
  - Harengula clupeola
  - Harengula humeralis
  - Harengula jaguana
  - Harengula thrissina

- Herklotsichthys (Whitley, 1951) – 12 faj
  - Herklotsichthys blackburni
  - Herklotsichthys castelnaui
  - Herklotsichthys collettei
  - Herklotsichthys dispilonotus
  - Herklotsichthys gotoi
  - Herklotsichthys koningsbergeri
  - Herklotsichthys lippa
  - Herklotsichthys lossei
  - Herklotsichthys ovalis
  - Herklotsichthys punctatus
  - Herklotsichthys quadrimaculatus
  - Herklotsichthys spilurus

- Lile (Jordan & Evermann, 1896) – 4 faj
  -  Lile gracilis
  - Lile nigrofasciata
  - Lile piquitinga
  - Lile stolifera

- Opisthonema (Gill, 1861) – 5 faj
  - Opisthonema berlangai
  - Opisthonema bulleri
  - Opisthonema libertate
  - Opisthonema medirastre
  - Opisthonema oglinum

- Platanichthys (Whitehead, 1968) – 1 faj
  - Platanichthys platana

- Ramnogaster (Whitehead, 1965) – 2 faj
  - Ramnogaster arcuata
  - Ramnogaster melanostoma

- Rhinosardinia (Eigenmann, 1912) – 2 faj
  - Rhinosardinia amazonica
  - Rhinosardinia bahiensis

- Sardina (Antipa, 1904) – 1 faj
  - Szardínia (Sardina pilchardus)

- Sardinella (Cuvier and Valenciennes, 1847) – 23 faj
  - Sardinella albella
  - Sardinella atricauda
  - Sardinella aurita
  - Sardinella brachysoma
  - Sardinella dayi
  - Sardinella fijiense
  - Sardinella fimbriata
  - Sardinella gibbosa
  - Sardinella hualiensis
  - Sardinella janeiro
  - Sardinella jonesi
  - Sardinella jussieu
  - Sardinella lemuru
  - Sardinella longiceps
  - Sardinella maderensis
  - Sardinella marquesensis
  - Sardinella melanura
  - Sardinella neglecta
  - Sardinella richardsoni
  - Sardinella rouxi
  - Sardinella sindensis
  - Sardinella tawilis
  - Sardinella zunasi

- Sardinops (Hubbs, 1929) – 1 faj
  - chilei szardínia (Sardinops sagax)

- Sprattus (Girgensohn, 1846) – 5 faj
  -  Sprattus antipodum
  - Falklandi spratt (Sprattus fuegensis)
  - Sprattus muelleri
  - Sprattus novaehollandiae
  - Sprattus sprattus

### Alosinae
A Alosinae alcsaládba 7 nem és 40 faj tartozik
- Alosa H. F. Linck, 1790 – 24 faj

- Brevoortia Gill, 1861 – 6 faj

- Ethmalosa (Regan, 1917) – 1 faj
  - Ethmalosa fimbriata

- Ethmidium (Thompson, 1916) – 1 faj
  - Ethmidium maculatum

- Gudusia (Fowler, 1911) – 2 faj
  - Gudusia chapra
  - Gudusia variegata

- Hilsa (Regan, 1917) – 1 faj
  - Hilsa kelee

- Tenualosa (Fowler, 1934) – 5 faj
  -  Tenualosa ilisha
  - Tenualosa macrura
  - Tenualosa reevesii
  - Tenualosa thibaudeaui
  - Tenualosa toli

### Pellonulinae
A Pellonulinae alcsaládba 23 nem és 44 faj tartozik
- Clupeichthys (Bleeker, 1855) – 4 faj
  - Clupeichthys aesarnensis
  - Clupeichthys bleekeri
  - Clupeichthys goniognathus
  - Clupeichthys perakensis

- Clupeoides (Bleeker, 1851) – 4 faj
  - Clupeoides borneensis
  - Clupeoides hypselosoma
  - Clupeoides papuensis
  - Clupeoides venulosus

- Congothrissa (Poll, 1964) – 1 faj
  - Congothrissa gossei

- Corica (Hamilton, 1822) – 2 faj
  - Corica laciniata
  - Corica soborna

- Cynothrissa (Regan, 1917) – 2 faj
  - Cynothrissa ansorgii
  - Cynothrissa mento

- Dayella (Talwar & Whitehead, 1971) – 1 faj
  - Dayella malabarica

- Ehirava (Deraniyagala, 1929) – 1 faj
  - Ehirava fluviatilis

- Gilchristella (Fowler, 1935) – 1 faj
  - Gilchristella aestuaria

- Hyperlophus (Ogilby, 1892) – 2 faj
  - Hyperlophus translucidus
  - Hyperlophus vittatus

- Laeviscutella (Poll, Whitehead & Hopson, 1965) – 1 faj
  - Laeviscutella dekimpei

- Limnothrissa (Regan, 1917) – 2 faj
  - Limnothrissa miodon
  - Limnothrissa stappersii

- Microthrissa (Boulenger, 1902) – 3 faj
  - Microthrissa minuta
  - Microthrissa royauxi
  - Microthrissa whiteheadi

- Nannothrissa (Poll, 1965) – 2 faj
  -  Nannothrissa parva
  - Nannothrissa stewarti

- Odaxothrissa (Boulenger, 1899) – 2 faj
  - Odaxothrissa losera
  - Odaxothrissa vittata

- Pellonula (Günther, 1868) – 2 faj
  - Pellonula leonensis
  - Pellonula vorax

- Poecilothrissa (Regan, 1917) – 3 faj
  - Poecilothrissa centralis
  - Poecilothrissa congica
  - Poecilothrissa moeruensis

- Potamalosa (Ogilby, 1897) – 2 faj
  - Potamalosa antiqua
  - Potamalosa richmondia

- Potamothrissa (Regan, 1917) – 3 faj
  - Potamothrissa acutirostris
  - Potamothrissa obtusirostris
  - Potamothrissa whiteheadi

- Sauvagella (Bertin, 1940) – 2 faj
  - Sauvagella madagascariensis
  - Sauvagella robusta

- Sierrathrissa (Audenaerde, 1969) – 1 faj
  - Sierrathrissa leonensis

- Spratellomorpha (Angel, Bertin & Guibé, 1946) – 1 faj
  - Spratellomorpha bianalis

- Stolothrissa (Regan, 1917) – 1 faj
  - Stolothrissa tanganicae

- Thrattidion (Roberts, 1972) – 1 faj
  - Thrattidion noctivagus

### Dorosomatinae
A Dorosomatinae alcsaládba 6 nem és 23 faj tartozik
- Anodontostoma (Bleeker, 1849) – 3 faj
  - Anodontostoma chacunda
  - Anodontostoma selangkat
  - Anodontostoma thailandiae

- Clupanodon (Lacepède, 1803) – 1 faj
  - Clupanodon thrissa

- Dorosoma (Rafinesque, 1820) – 5 faj
  - Dorosoma anale
  - Dorosoma cepedianum
  - Dorosoma chavesi
  - Dorosoma petenense
  - Dorosoma smithi

- Gonialosa (Regan, 1917) – 3 faj
  - Gonialosa manmina
  - Gonialosa modesta
  - Gonialosa whiteheadi

- Konosirus (Jordan & Snyder, 1900) – 1 faj
  - Konosirus punctatus

- Nematalosa (Regan, 1917) – 11 faj
  - Nematalosa arabica
  - Nematalosa come
  - Nematalosa erebi
  - Nematalosa flyensis
  - Nematalosa galatheae
  - Nematalosa japonica
  - Nematalosa nasus
  - Nematalosa papuensis
  - Nematalosa persara
  - Nematalosa resticularia
  - Nematalosa vlaminghi